# Bydgoszcz (album)
Bydgoszcz – pierwszy album zespołu Variété nagrany w marcu 1986 roku w studiu PR Bydgoszcz. Tuż po nagraniu taśma z zapisem sesji zaginęła, nieodnaleziona do dziś. W 1992 roku Akademickie Radio "Pomorze" wydało kasetę z tej sesji, korzystając z kopii oryginalnych nagrań (krążących wówczas po Polsce). W 2002 firma Furia Musica opublikowała nagrania na CD jako Bydgoszcz 1986 - uzupełniając je dodatkowo nagraniami z koncertu w poznańskiej "Arenie" z 1989 roku (bonusy).

## Lista utworów
1. „Klaszczę w dłonie”
2. „Nie będzie inaczej”
3. „Piosenka żydowska”
4. „Lecą anioły”
5. „Cygańska muzyka”
6. „Obok wystawy cudów świata”
7. „Pociągi na wietrze”
8. „Dies Irae”
9. „Pere Lachaise”
10. „Bydgoszcz”
11. „Który to już śnieg” (bonus)
12. „Bydgoszcz” (bonus)
13. „Gdy przyniosą cud” (bonus)
14. „Ziemia i wiara” (bonus)
15. „Jestem spragniony” (bonus)
16. „Goście” (bonus)

## Skład
- Grzegorz Kaźmierczak – wokal, klawisze (1-16)
- Radek Urbański – gitara (1-16)
- Wojtek Woźniak – gitara basowa (1-16)
- Jacek Buhl – perkusja (1-10)
- Sławek Abramowicz – saksofony (1-10)
- Bernard Pyrzyk – skrzypce (1-10)
- Tomasz Dorn – perkusja (11-16)